# LÉ Aoife (P22)
LÉ Aoife (P22) — корабль ВМС Ирландии, второй в серии из трёх кораблей, получил имя Айфе, героини ирландской мифологии, мачехи детей Лира, превратившей их в лебедей.

## История
Корабль был построен в Ирландии и вошёл в строй в конце 1979 года. Несмотря на базирование на Холбоулин, экипаж корабля связывают партнёрские отношения с правительством Уотерфорда.
В ходе модернизации «Айфе» орудие Бофорс L60 было заменено на L70, что повысило точность и дальность стрельбы. 
В 1986 году «Айфе» сыграла ключевую роль в обнаружении чёрного ящика с разбившегося у побережья Ирландии в результате взрыва бомбы в багажном отделении авиалайнера Boeing 747-237B рейса 182 компании Air India.
31 января 2015 года корабль выведен из состава ВМС Ирландии и передан флоту Мальты.